# CBU-87

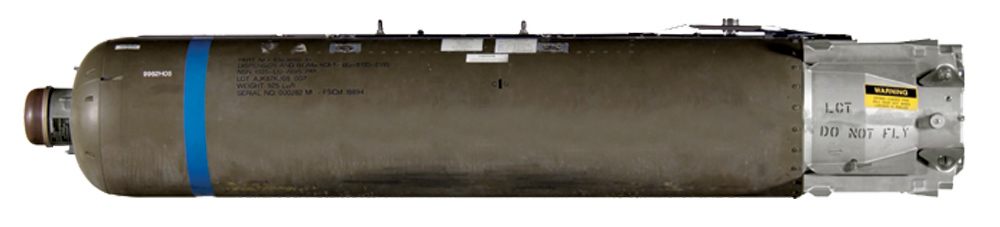

CBU-87은 미국 공군에서 사용되는 집속탄중 하나이다. 여기서 CBU는 집속탄(Clust Bomb Unit)을 의미한다. 1986년부터 이전에 베트남 전쟁에서 사용되던 집속탄을 대체하기 시작하였다. 가격은 개당 14,000달러 정도이다.

## 원리
공중에서 투하될 경우, 집속탄은 수많은 수많은 폭탄으로 분리되어 일정 범위 이내에 수많은 폭발을 일으킨다. 이 폭탄은 정확성을 목표로 하는 대상에 사용되는 것이 아닌 다수의 대상 또는 일정 범위를 공격하는 용도로 사용된다.
유도식 폭탄이나 스마트 폭탄과는 달리, CBU-87은 투하 이후에는 더 이상 조작이 불가능 하기 때문에 투하하는 비행기의 속도와 고도를 계산하여 투하하는 방식이다. 이 폭탄의 크기는 길이 92인치(2.33m), 지름 15.6인치(0.4m)이며 무게는 대략 950파운드(430kg)이다. 폭탄 내부에는 202개의 수많은 소형 폭탄이 들어있으며, 경장갑을 뚫을 정도의 파괴력을 가지고 있다.
공중에서 투하되는 동시에 보관용기가 회전하기 시작하며, 일정 고도가 되면 자체적으로 결합이 해제되어, 원심력으로 주변에 소형 폭탄을 뿌린다. 이 특성으로 회전 속도와 고도에 따라서 공격 범위는 21m x 21m부터 121m x 243m까지 조절이 가능하다.

## 단점
제조사와 미국방부는 내부에 있는 소형폭탄의 불량률이 5%정도(10개)라고 보고하지만, 실제로 불량률은 더 높다고 여겨지고 있다.
일단 투하되면 방향과 범위를 조작하지 못한다는 단점 때문에 심각한 민간인 피해를 발생시켜 비판을 받고있다.

## 실제 전투에 사용된 예
사막의 폭풍 작전시 미국 공군은 10,035개의 CBU-87을 투하한 기록이 있으며, 1999년 코소보 전쟁때 집속탄이 1,100개 정도 투하되었는데 대부분이 CBU-87이다.